# Ведмідь Аліна Петрівна
Аліна Петрівна Ведмідь (28 червня 1940, с. Салів, тепер Обухівського району Київської області — 4 вересня 2008) — українська радянська діячка, голова правління сільськогосподарського виробничого кооперативу «Агрофірма „Зоря“», Герой Соціалістичної Праці. Депутат Верховної Ради УРСР 11-го скликання. Народний депутат СРСР у 1989—1991 роках. Народний депутат України III скликання. Член Комуністичної партії України, член Вищої ради Всеукраїнського союзу «Жінки-трудівниці за майбутнє дітей України».

## Біографія
Народилася 28 червня 1940 в селі Салів, тепер Обухівського району Київської області в родині Петра та Марії Хідько. Батько працював електриком, мати — прибиральницею.

### Освіта
У 1957 році закінчила Маслівський сільськогосподарський технікум Київської області. У 1967 році закінчила Українську сільськогосподарську академію у місті Києві, учений агроном.

### Кар'єра
У 1957—1959 роках — агроном колгоспу «Перемога» Богуславського району Київської області.
У 1959—1961 роках — вчитель Саливонківської середньої школи Васильківського району Київської області.
Член КПРС з 1961 року.
У 1961—1967 роках — лаборант, технік-економіст, економіст, інженер-економіст Української машиновипробувальної станції Васильківського району Київської області.
У 1967—1977 роках — економіст, головний економіст колгоспу «Зоря комунізму» Васильківського району Київської області.
З 1977 року — керівник одного з найбільших господарств Київської області — голова правління колгоспу «Зоря комунізму», з 1992 року — голова правління сільськогосподарського виробничого кооперативу «Агрофірма „Зоря“» села Саливонки Васильківського району Київської області.

## Політична діяльність
Обиралася народним депутатом всіх рівнів: сільської, районної, обласної рад, була депутатом Верховної Ради УРСР 11-го скликання, депутатом Союзу РСР останнього скликання, з 1998 по 2002 — Народний депутат України III скликання від Комуністичної партії України.
Загинула в автомобільній дорожньо-транспортній пригоді.

## Нагороди та звання
- У 1971 році нагороджена медаллю, 24 грудня 1976 року — орденом «Знак Пошани».
- 7 червня 1990 року присвоєно звання Героя Соціалістичної Праці з врученням ордена Леніна та золотої медалі «Серп і Молот».